# Cypress Quarters
Cypress Quarters es un lugar designado por el censo ubicado en el condado de Okeechobee en el estado estadounidense de Florida. En el Censo de 2010 tenía una población de 1.215 habitantes y una densidad poblacional de 168,99 personas por km².

## Geografía
Cypress Quarters se encuentra ubicado en las coordenadas 27°14′52″N 80°48′41″O / 27.24778, -80.81139. Según la Oficina del Censo de los Estados Unidos, Cypress Quarters tiene una superficie total de 7.19 km², de la cual 7.14 km² corresponden a tierra firme y (0.72%) 0.05 km² es agua.

## Demografía
Según el censo de 2010, había 1.215 personas residiendo en Cypress Quarters. La densidad de población era de 168,99 hab./km². De los 1.215 habitantes, Cypress Quarters estaba compuesto por el 33.33% blancos, el 58.02% eran afroamericanos, el 1.15% eran amerindios, el 1.65% eran asiáticos, el 0.08% eran isleños del Pacífico, el 4.36% eran de otras razas y el 1.4% pertenecían a dos o más razas. Del total de la población el 12.1% eran hispanos o latinos de cualquier raza.